# Альцек

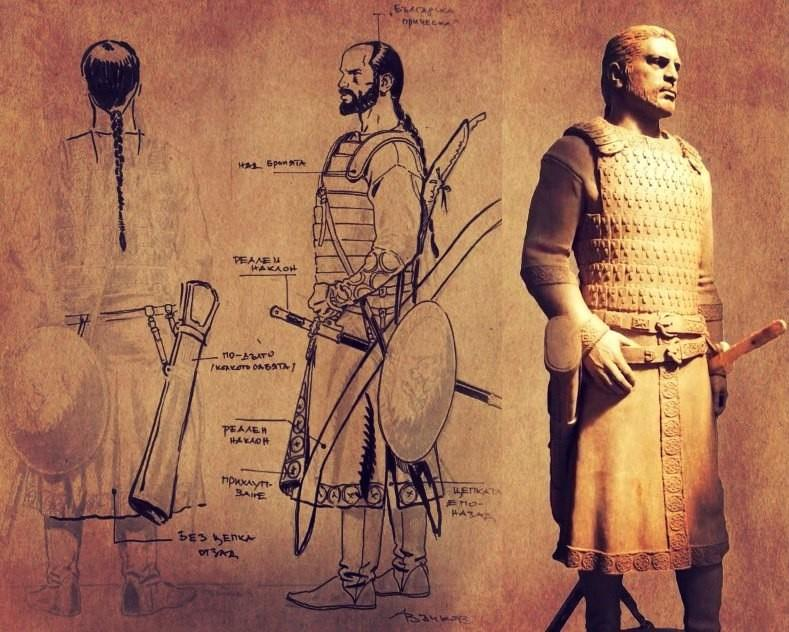
Альцек

Альцек (болг. Алцек, Алциок, Алзек) — пятый сын хана Кубрата, правителя Великой Болгарии.

## Биография
После смерти хана Кубрата пятеро его сыновей, не исполнив завет отца быть сплочёнными, разделили болгарскую орду и каждый со своим племенем избрал свой путь. Самый младший сын Кубрата, по словам Феофана Исповедника:
 «другой, пришедши в Пентаполис при Равенне, покорился царям христианским».
В начале с частью тюркоязычной болгарской орды хан Альцек мигрировал в Аварский каганат. В 631 году он попытался овладеть каганским троном, но проиграл, болгары были разбиты и двинулись в Баварию. Здесь они стали просить короля франков Дагоберта I заселиться в пределах его государства. Дагоберт I разрешил болгарам здесь селиться, однако, посчитав их угрозой, вероломно приказал своей армии вырезать 9000 болгар ночью. Оставшиеся болгары Альцека отступили и несколько десятилетий несли службу в Карантанском княжестве на территории современной Австрии, входившем в конфедерацию Само. Затем Альцек со своей частью болгарского народа ушёл в италийские земли.
Хан Альцек просил у короля лангобардов Гримоальда (662—671) возможности поселиться в его стране, обещая служить ему. Король Гримоальд отправил их к своему сыну Ромуальду I в Беневент, где они и осели в Сепине, Бовиане и Инзернии. Ромуальд принял болгар радушно и дал им земли. Он также распорядился, чтобы титул Альцека был изменён с герцога, как называет его историк Павел Диакон, на гастальда (титул наместника), согласно латинским названиям.
Павел Диакон завершает рассказ о болгарах Альцека так:
И они живут в этих местах, о которых мы говорили, вплоть до настоящего времени, и хотя они говорят и на латыни тоже, но всё же ещё до конца не отказались от употребления собственного языка.
Другая часть болгар позднее осела в Тоскане в местечке под названием Сала-дель-Дука-Аллоне (с 1075 г. — Булгари Каструм, ныне Больгери) для отражения византийских экспедиций с Сардинии.
Археологические сведения и находки в разных частях Италии, в том числе и в Беневенто, подтверждают сведения письменных источников о миграции тюркоязычных болгар.

## Памятник

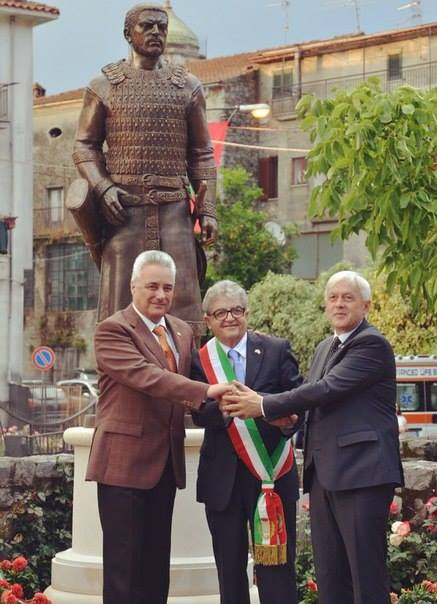
Памятник Альцеку в Челе де Булгария

Состоялось открытие памятник протоболгарскому хану VII века Альцеку в итальянском городе Челле-ди-Булгерия (400 км. к югу от Рима).
Памятник, высотой почти 3 метра, установлен в самом центре города. Вес каменного постамента около 3-4 тонн. Работы по созданию памятника велись с декабря 2015 года. У памятника размещена информационная доска с историей о протоболгарском правителе. Авторы памятника скульптор Дишко Дишков, доцент Николай Нинов, художник-историк Александр Волков.
На сегодняшний день, по словам доктора Паскуале Карели, около ста топонимов в Италии имеют в корне слово «Булгар».